# نو کمبریا (کانزاس)
نو کمبریا (به انگلیسی: New Cambria) شهری در ایالت کانزاس کشور ایالات متحده آمریکا است که جمعیت آن در سرشماری سال ۲۰۱۰ میلادی، ۱۲۶ نفر بوده‌است.